# 't Ven (Rosmalen)
 't Ven is een woonwijk in Rosmalen met 2.365 inwoners behorend bij stadsdeel Rosmalen Noord, ten westen van het centrum in Rosmalen, in de Nederlandse provincie Noord-Brabant. 't Ven ligt in het gebied dat vroeger werd overstroomd door de Maas. Op deze plek waren dan ook veel vennen te vinden, waaraan de wijk zijn naam dankt.
In 't Ven is een basisschool te vinden, namelijk Basisschool 't Ven. Ook zijn het voormalige politiebureau en de brandweer gevestigd in deze wijk.